# Bakonykoppány, Veszprém
Bakonykoppány (în germană Koppan) este un sat în districtul Pápa, județul Veszprém, Ungaria, având o populație de 198 de locuitori (2011).

## Demografie
Componența etnică a satului Bakonykoppány
     Maghiari (77,99%)
     Germani (22,01%)
Componența confesională a satului Bakonykoppány
     Romano-catolici (68,69%)
     Reformați (9,6%)
     Fără religie (2,02%)
     Necunoscută (19,7%)
Conform recensământului din 2011, satul Bakonykoppány avea 198 de locuitori. Din punct de vedere etnic, majoritatea locuitorilor (77,99%) erau maghiari, cu o minoritate de germani (22,01%).  Din punct de vedere confesional, majoritatea locuitorilor (68,69%) erau romano-catolici, existând și minorități de reformați (9,6%) și persoane fără religie (2,02%). Pentru 19,7% din locuitori nu este cunoscută apartenența confesională.